# Hernja
Hernja je priimek v Sloveniji, ki ga je po podatkih Statističnega urada Republike Slovenije na dan 1. januarja 2010 uporabljalo 17 oseb.  

## Znani nosilci priimka
- Stanko Hernja (1918—2002), zdravnik rentgenolog